# سیارک ۵۲۸۷۲
سیارک ۵۲۸۷۲ (به انگلیسی: 52872 Okyrhoe، نامگذاری:1998SG35) پنجاه و دو هزار و هشتصد و هفتاد و دومین سیارک کشف شده‌است که در ۱۹ سپتامبر ۱۹۹۸ کشف شد.